# Villa Schocken
In der Villa Schocken in Bremerhaven-Lehe hat der einst bekannte jüdische Geschäftsmann Joseph Schocken mit seiner Familie gelebt. Sie ist heute ein Pflegeheim der AWO. Gebaut wurde die Villa 1916 für den Schlachtermeister und Stadtrat Heinrich Kuhlmann. Seit 1932 gehörte sie dann Joseph Schocken.

## Joseph Schocken, genannt Julius Schocken
Mit 32 Jahren zog Joseph Schocken mit seiner Frau Jeanette Schocken nach Bremerhaven. Er eröffnete das Kaufhaus Schocken
an der Bürgermeister Smidt-Straße gegenüber der Großen Kirche. Später erwarb er das Kaufhaus Hirsch in Geestemünde. Sein Unternehmen gehörte nicht zum Schockenkonzern, war aber organisatorisch damit eng verbunden.
Die Villa Schocken gehörte ab 1932 dem Ehepaar Schocken. Julius Schocken war Synagogenvorsteher in der jüdischen Gemeinde Bremerhaven. Wegen der Bedrohung durch die Nationalsozialisten emigrierte ein Teil der Familie Schocken.
Die Geschichte der Familie Schocken steht exemplarisch für die Erfahrungen des Leids und Terrors, die jüdische Familien im Dritten Reich ertragen mussten. Jeanette Schocken, geborene Pinthus, kam 1903 nach Bremerhaven, wo ihr Mann Joseph mehrere Kaufhäuser besaß. Mit seinen drei Kindern lebte das Ehepaar bis 1933 in der Deichstraße 24, bevor die Familie 1933 in die Villa Schocken in die Wurster Straße 106 zog. Aus den glücklichen Kindertagen stammt auch das Poesiealbum Hilde Schockens, das sich heute in der Sammlung des Deutschen Auswandererhauses befindet.
Die Situation änderte sich mit dem Machtantritt der Nationalsozialisten. Juden wurden auch in Bremerhaven zunehmend terrorisiert. Vater Joseph starb im November 1934, und Jeanette übernahm mit ihrem Schwiegersohn die Geschäftsleitung der Kaufhäuser. In der Nacht vom 9. auf den 10. November 1938 brannten in Deutschland die Synagogen. Bremerhaven bildete keine Ausnahme. Die Synagoge wurde zerstört, Geschäfte und Häuser jüdischer Mitbürger geplündert. Aus der alltäglichen Schikanierung wurde eine systematische Verfolgung. Für jüdische Flüchtlinge war
Bremerhaven ein wichtiger Anlaufpunkt, und solange es ihnen möglich war, gewährten die Schockens vielen von ihnen Zuflucht. Nach den Novemberpogromen flohen auch Hilde und Heinz ins Exil. Jeanette hätte mit ihren beiden Kindern ebenfalls emigrieren können, doch sie blieb bei ihrer schwerkranken Tochter Edith. Beide wurden deportiert und später ermordet. Die Villa Schocken ging in den Besitz der Kriegsmarine. Mit dem Abtransport endet die Geschichte der Familie Schocken in Bremerhaven.
Die Villa Schocken wurde ab 1945 von der US-Army beschlagnahmt. Die Besatzer nutzten sie als Offizierskasino. Ab 1947 wurden dort ein Jahr lang mehr als Tausende Entnazifizierungsverfahren bearbeitet. Anschließend wurde es ein Kindererholungsheim der Arbeiterwohlfahrt. Ab 1988 ist dort ein Altenpflegeheim. Zur Eröffnung des Hauses schrieb Hilde Mann, geb. Schocken: "Ich habe mit meiner Familie über Ihr Unternehmen gesprochen. Ich weiß nicht, ob Sie wissen, daß ich derzeit mit meinem Bruder Heinz Schocken ausgewandert bin." Und: "Wir sehen die Eröffnung eines Hauses, das unseren Namen trägt, als sehr wichtig an und meinen, daß die Widmung von der Familie vertreten werden sollte. Der Name 'Villa Schocken' ist sehr gut."
Seit 1991 erinnert der Jeanette Schocken Preis – Bremerhavener Bürgerpreis für Literatur an das Schicksal der Namensgeberin und ihrer Familie. Der Preis wird alle zwei Jahre an Autoren vergeben, die sich gegen Hass, Unrecht, Gewalt und Intoleranz wenden. Auch die Villa Schocken trägt seit 1988 wieder ihren alten Namen. Ein anderer Teil fiel der NS-Vernichtungspolitik zum Opfer.

## Villa Schocken 1938
In der Nacht vom 9. auf den 10. November sollte auch die Villa Schocken (neben anderen Häusern im Besitz von Juden) niedergebrannt werden. Aber dem Oberbrandmeister der Bremerhavener Feuerwehr, Heinrich Steiln, gelang es, den im Hanseaten-Café (Stammlokal der SA-Standarte 411) versammelten Nazi-Größen um Kreisleiter Hugo Kühn nachzuweisen, dass es nicht möglich sei, den Brandschutz für die Stadt zu gewährleisten, wenn gleichzeitig so viele Brände über das Stadtgebiet ausbrechen würden.

„Er forderte sie deshalb auf, von den beabsichtigten Brandstiftungen in acht bis zehn Wohn- und Geschäftshäusern und der Synagoge Abstand zu nehmen. Damit verhinderte er das Niederbrennen der Geschäftshäuser der Familien Schocken und Liepmann sowie der Villa der Familie Schocken in der Wurster Straße.“

Das rettete die Synagoge nur für ein paar Stunden, aber die Villa Schocken blieb der Nachwelt erhalten.

## Jeanette Schocken

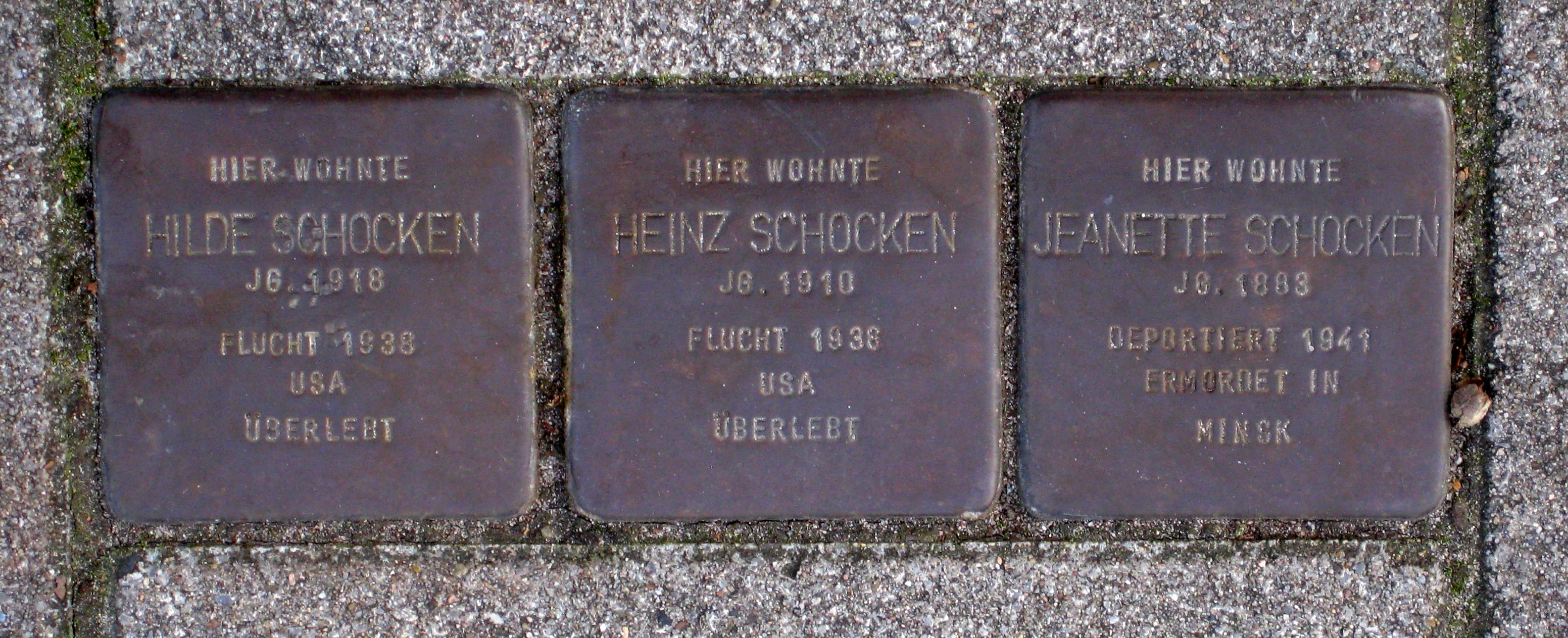
Stolpersteine vor der Villa Schocken (2018)

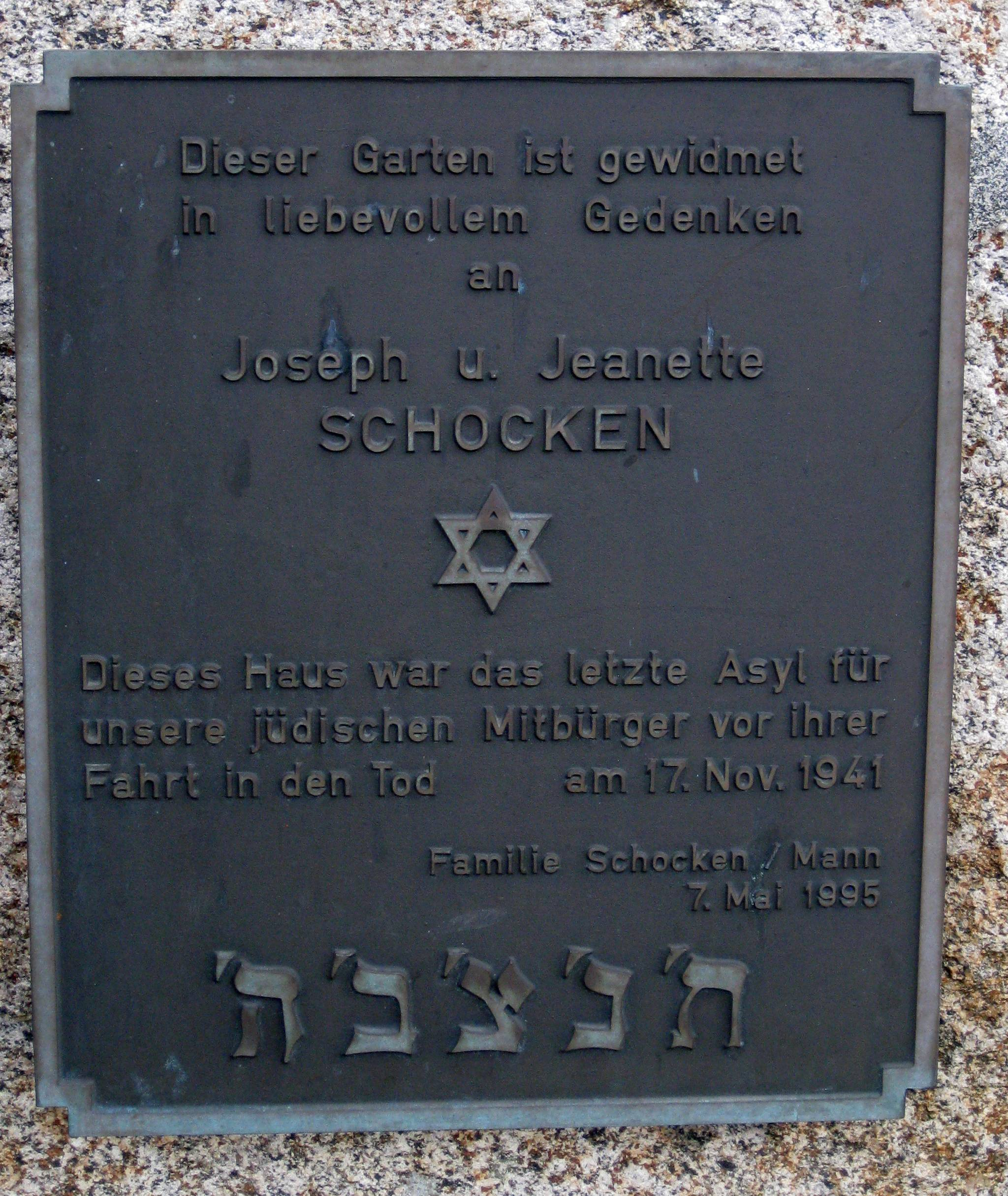
Villa Schocken (2018) – Gedenkstein

Jeanette Schocken geb. Pinthus entstammte einer wohlhabenden Kaufmannsfamilie in Halle. Nach den Novemberpogromen blieb sie mit ihrer psychisch kranken Tochter Edith in Bremerhaven, während ihre Kinder Heinz und Hilde in die USA und ihr Schwiegersohn Walter Erkeles nach Palästina emigrierten. Jeanette Schocken bietet vielen Juden ihr Haus, die Villa Schocken als Fluchtort an. 1941 wurden Jeanette und Edith Schocken zusammen mit anderen Bremer und Bremerhavener Juden nach Minsk deportiert und mutmaßlich im Vernichtungslager Maly Trostinez ermordet.

„Meine Mutter war eine sehr tapfere Frau mit sehr starkem inneren Glauben.“

## Villa Schocken
Das Wohnhaus der Schockens in Lehe, heute Wurster Straße 106, wurde 1948 ein Lehrlingswohnheim der Arbeiterwohlfahrt (AWO), das sie dort 40 Jahre lang betrieb. Seit 1988 ist es ein Altenpflegeheim der AWO. In den 1960er Jahren ließ die AWO einen Anbau an dem Gebäude errichten.

## Jeanette-Schocken-Preis
An die Geschichte der Familie Schocken erinnern sowohl eine Gedenktafel an der Villa als auch der Jeanette-Schocken-Preis. Die Preissumme von 7500 Euro wird durch Spenden von Bremerhavener Bürgern aufgebracht.

„Mit der Namensgebung erinnern sie nicht nur an die Bücherverbrennung und die Vernichtung des Geisteslebens durch den Nationalsozialismus, sondern auch an das Schicksal all jener Menschen, die vor der Barbarei der Nationalsozialisten flohen oder ihr zum Opfer fielen. Bremerhaven war für viele Verfolgte die letzte Station in Deutschland auf der Flucht ins Exil. Die Bremerhavener Familie Schocken bot, solange sie konnte, den Verfolgten Zuflucht. Jeanette Schocken wollte mit ihrer kranken Tochter nicht fliehen; beide wurden am 17. November 1941 gemeinsam mit anderen Bremerhavener Bürgern jüdischen Glaubens nach Minsk deportiert und dort ermordet.“

Der Jeanette-Schocken-Preis wird jeweils am 6. Mai verliehen. 1933 wurden an diesem Tag in Bremerhaven – vier Tage früher als im übrigen Reich – unter öffentlichem Beifall Bücher verbrannt.

„Der Literaturpreis, der ihren Namen trägt, soll ein Zeichen setzen gegen Unrecht und Gewalt, gegen Hass und Intoleranz. Mit dem Bekenntnis zur verbotenen und verbrannten, zur unterdrückten und ausgegrenzten Literatur verbindet der Preis die Ermutigung an alle schreibenden Künstler, deren Literatur für dieses Bekenntnis steht, und die deshalb selbst der Förderung, Hilfe oder Anerkennung bedürfen.“

## Weitere Schocken-Villen
- In Berlin-Schlachtensee steht eine Villa, die von Gustav von Velsen bei Hermann Muthesius in Auftrag gegeben worden war. Sie ging jedoch frühzeitig in das Eigentum der Gebrüder Salman und Simon Schocken über, die als Gründer der Warenhauskette Schocken bekannt wurden. Deshalb wird das Wohnhaus ebenfalls als Schocken-Villa bezeichnet.[10]